# 柔毛悬钩子
柔毛悬钩子（学名：Rubus pubifolius）是蔷薇科悬钩子属的植物，是中国的特有植物。分布在中国大陆的西藏等地，生长于海拔4,200米的地区，多生长在山路边，目前尚未由人工引种栽培。

## 异名
- Rubus pubifolius Yu et L. T. Lu var. glabriusculus Yu et L. T. Lu